# Colt Diamondback
 (mai 2013).
Si vous disposez d'ouvrages ou d'articles de référence ou si vous connaissez des sites web de qualité traitant du thème abordé ici, merci de compléter l'article en donnant les références utiles à sa vérifiabilité et en les liant à la section « Notes et références ».
Pour les articles homonymes, voir Diamondback.

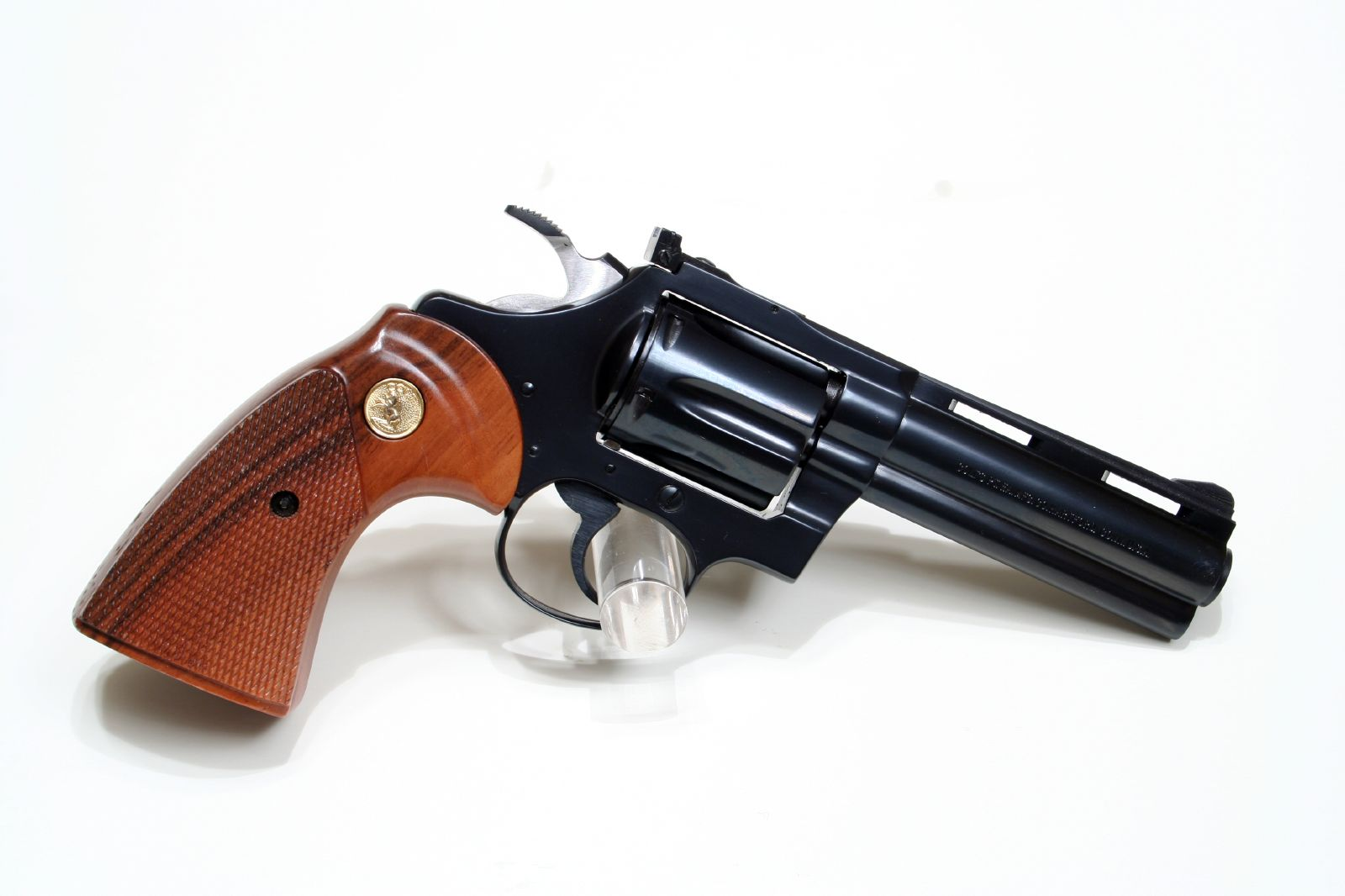
Le Diamondback à canon de 4 pouces

Le Colt Diamondback est une déclinaison de taille réduite du célèbre Colt Python. Il fut fabriqué de 1966 à 1986. Utilisant la carcasse du Colt Police Positive Spécial, ce revolver de défense, de tir ou de chasse (États-Unis) possède une platine double action, un canon lourd avec  bande ventilée et des plaquettes de crosse larges en bois quadrillées.  Le barillet bascule à gauche. Le guidon est fixe. La hausse et la dérive sont réglables. La percussion est centrale ou annulaire selon les calibres proposés. Plusieurs longueurs de canon sont disponibles.

## Données numériques
| Munition    | Longueur    | Canon        | Masse à vide     | Chargeur     |
| ----------- | ----------- | ------------ | ---------------- | ------------ |
| .22LR       | 23 cm       | 10 cm        | 0,81 kg          | 6 cartouches |
| .38 Special | 19-23-28 cm | 6,4/10/15 cm | 0,7/0,82/0,95 kg | 6 cartouches |

## Dans lafiction
Le Diamondback est visible dans L'inspecteur ne renonce jamais, Magnum Force, L'Anti-gang, Bullitt, Brannigan et Miami Vice.